# Kori Kelley Seehafer
Kori Kelley Seehafer (Eau Claire, 30 april 1975) is een voormalig  wielrenster uit de Verenigde Staten. Ze was beroepsrenner van 1999 tot 2009.

## Erelijst
2004
- 1e in Univest GP, Criterium

2005
- 1e in 4e etappe Ronde van Toona

2006
- 1e in 4e etappe Joe Martin Stage Race

2007
- 1e in 3e etappe Ronde van Toona
- 1e in Proloog Route de France Féminine

2008
- 1e in 2e etappe Tour de Prince Edward Island
- 1e in Eindklassement Tour de Prince Edward Island
- 1e in Open de Suède Vårgårda

## Ploegen
- 2000 — Proctor & Gamble (Verenigde Staten)
- 2001 — Proctor & Gamble (Verenigde Staten)
- 2002 — Diet Rite (Verenigde Staten)
- 2003 — Diet Rite (Verenigde Staten)
- 2004 — Diet Rite (Verenigde Staten)
- 2005 — T-Mobile Professional Cycling Team (Verenigde Staten)
- 2006 — Team Lipton (Verenigde Staten)
- 2006 — Rio Grande/Sports Garage (Verenigde Staten)
- 2007 — Team Lipton (Verenigde Staten)
- 2008 — Menikini - Selle Italia - Master Colors (Italië)